# Korruption in Indien
| >8070–7960–6950–59 | 40–4930–3920–2910–19 | <10keine Daten vorhanden |

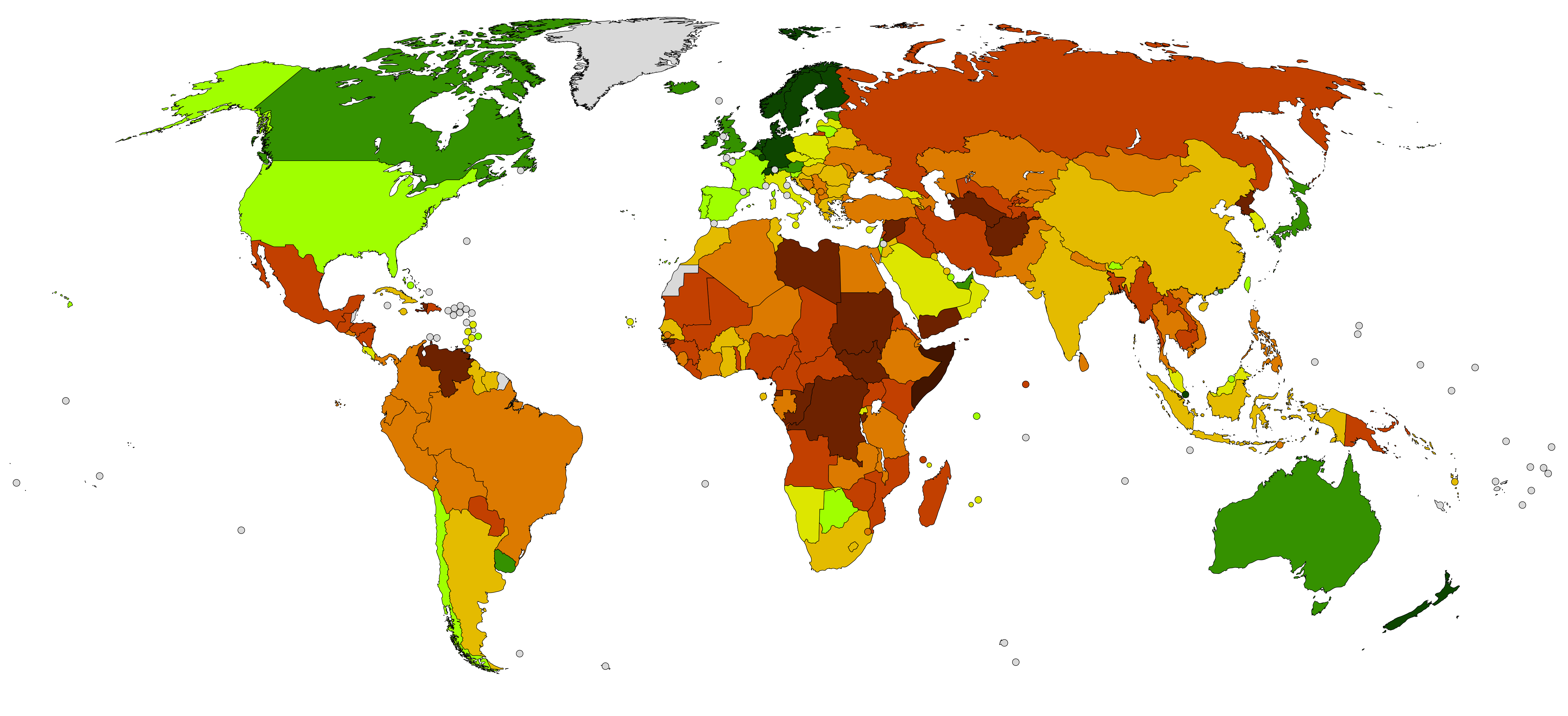
Korruptionswahrnehmungsindex nach Ländern, 2019. Je niedriger der Index, desto höher die wahrgenommene Korruption

Korruption in Indien ist ein Phänomen, das alle Ebenen der indischen Verwaltung, von der Zentralregierung über die Bundesstaaten und Unionsterritorien bis zu den Kommunalverwaltungen, betrifft. Sie gilt als erhebliches Hemmnis der wirtschaftlichen Entwicklung und verursacht hohe wirtschaftliche Schäden.

## Ausmaß und Ursachen der Korruption in Indien
In einer Studie von Transparency International von 2020 gaben 39 % der befragten Inder an, dass sie in den vorangegangenen zwölf Monaten Bestechungsgeld gezahlt hatten; dies war die höchste Bestechungsquote Asiens. 46 % hatten persönliche Kontakte für die Erledigung ihrer Anliegen bei öffentlichen Behörden genutzt, dies war ebenfalls der höchste Wert unter allen asiatischen Ländern. 89 % der Befragten hielten Korruption in Indien für ein großes Problem, dies war der vierthöchste Wert unter den asiatischen Ländern.
2019 hatten einer Studie von Transparency International India (TII) zufolge 51 % der Befragten im vorangegangenen Jahr ein- oder mehrmals Bestechungsgeld gezahlt.
Laut einer 2005 von Transparency International durchgeführten Studie hatten über 62 % aller Inder schon einmal einen Beamten bestochen, damit ihr Anliegen erledigt wird. Über 92 % aller Befragten hatten direkte Erfahrungen mit Bestechung oder dem Nutzen privater Kontakte zur Erledigung von Anliegen in öffentlichen Behörden. Einem Bericht von 2008 zufolge hatten 50 % aller Inder direkte Erfahrungen mit Bestechungszahlungen oder dem Nutzen privater Kontakte.
Als Ursachen der Korruption in Indien gelten Überregulierung, komplizierte Steuer- und Lizenzsysteme, die zahlreichen, mit willkürlichen Entscheidungsbefugnissen ausgestatteten Regierungsbehörden und die dort herrschende bürokratische Intransparenz, das Monopol von der Regierung kontrollierter Institutionen auf bestimmte Güter und Dienstleistungen sowie der Mangel an Gesetzen und Prozessen zur Gewährleistung von Transparenz.

## Entwicklung des Korruptionsindex in Indien
Der Korruptionswahrnehmungsindex (Corruption Perceptions Index, CPI) wird seit 1995 jährlich von Transparency International ermittelt. Laut diesem Index lag Indien 2020 auf Platz 86 von 179 Ländern. Für den Zeitraum von 2012 bis 2018 verzeichnet der Index in Indien einen stetigen leichten Rückgang der Korruptionswahrnehmung von insgesamt 14 %, was auf einen entsprechenden Rückgang der Korruption hinweist. Im Länderranking verbesserte sich das Land von Platz 94 im Jahr 2012 auf Platz 78 im Jahr 2018, fiel aber 2019 auf Platz 80 und 2020 auf Platz 86 zurück.
Da in den CPI hauptsächlich die Korruptionswahrnehmung internationaler Konzerne und großer Unternehmen einfließt, bleiben die Korruptionserfahrungen der zahlreichen kleinen und mittelständischen Unternehmen unberücksichtigt. Gerade diese Unternehmen müssen sich jedoch mit vielen Politikern, Beamten und Inspektoren niedrigeren Ranges auseinandersetzen, sodass sie wahrscheinlich noch stärker mit Korruption konfrontiert sind und der Korruptionswahrnehmungsindex das Ausmaß der Korruption eher unterschätzt.

## Von Korruption besonders betroffene Bereiche
Besonders weit verbreitet ist Korruption im Rechtswesen, besonders bei untergeordneten Gerichten, sowie bei der Polizei, bei öffentlichen Dienstleistungen, bei der öffentlichen Bau- und Immobilienverwaltung, bei der öffentlichen Auftragsvergabe und bei der öffentlichen Verwaltung von Bodenschätzen. Stark betroffen sind auch der Transportsektor sowie soziale Programme der indischen Regierung wie der Mahatma Gandhi National Rural Employment Guarantee Act und die National Rural Health Mission stark von Korruption betroffen, sodass die Programme ihre Wirkung nicht voll entfalten können.
Der Immobilien- und Bausektor ist verschiedenen Studien zufolge der am stärksten von Korruption betroffene Wirtschaftszweig Indiens. Als Gründe dafür gelten die hohen Steuern und Transaktionskosten beim Kauf und Verkauf von Land, die intransparenten Eigentumsdokumente, die Willkür der Behörden bei der Widmung von Landflächen und die hohen bürokratischen Hürden bei der Immobilienentwicklung. Bei staatlich finanzierten Bauvorhaben wie dem Straßenbau ist Korruption ebenfalls ein großes Problem.
Stark von Korruption betroffen ist die Güterkraftverkehrsbranche, die an speziellen Kontrollpunkten und bei Polizeikontrollen an den Autobahnen und Fernstraßen Bestechungsgelder in Höhe von Milliarden Rupien jährlich bezahlt. Viele Kontrollpunkte der Polizei und verschiedener anderer Behörden, die die Fahrten extrem verzögern können, dienen lediglich der Erpressung von Bestechungsgeld. Fahrer, die sich weigern, Bestechungsgeld zu zahlen, müssen mit harten Repressalien rechnen, vereinzelt gab es sogar Todesfälle.

## Schwarzgeld
Korruption und illegale Aktivitäten werden hauptsächlich durch in der Schattenwirtschaft (die außerhalb staatlicher Regulation stattfinden Wirtschaftsaktivitäten) erwirtschaftetes Schwarzgeld finanziert. Der Washingtoner Think Tanks Global Financial Integrity (GFI) schätzte den Umfang der indischen Schattenwirtschaft 2010 auf etwa 50 % des Bruttoinlandsprodukts (BIP) und ging davon aus, dass über 70 % des in diesem Bereich generierten Schwarzgelds auf Konten im Ausland landet.

### Indisches Schwarzgeld im Ausland
Nach der Veröffentlichung der Panama Papers und nach Untersuchungen der Finanzbehörden gab das indische Central Board of Direct Taxes (CBDT) im Juli 2021 bekannt, dass es in Indien und im Ausland nicht deklarierte Vermögenswerte in Höhe von über 2 Bio. Rupien (ca. 500 Mrd. US-Dollar) festgestellt habe.
Die Schätzungen des Werts des indischen Schwarzgelds im Ausland gehen jedoch weit auseinander: In einer Studie aus dem Jahr 2014 schätze das indische National Institute for Public Finance and Policy ihn auf 0,2 bis 7,4 % des BIP, der indische National Council of Applied Economic Research schätzte ihn auf 2,8 % des BIP, und das National Institute of Financial Management kam zu dem Ergebnis, dass das Schwarzgeld im Ausland 10 % des BIP entspreche.
Etwa ein Drittel des im Ausland deponierten indischen Schwarzgelds befindet sich Schätzungen zufolge bei Schweizer Banken, wie zunächst von Medien berichtet wurde. Die Schweizer Behörden dementierten dies anfänglich, später wurde es jedoch u. a. durch die Auswertung der Panama Papers nachgewiesen.

### Schwarzgeld im Inland
Laut einer vom indischen Finanzministerium in Auftrag gegebenen Studie aus dem Jahr 2014 befanden sich 90 bis 97 % des indischen Schwarzgelds im Inland, nicht im Ausland. Der Economic Times zufolge nutzen indische Unternehmen und Politiker regelmäßig gemeinnützige Trusts, um Geld zu waschen. In Indien gibt es kein zentrales Register gemeinnütziger Trusts.
Die indische Steuerbehörde verzeichnete 2019 einen erneuten Anstieg von Schwarzgeldtransaktionen mit einem Volumen von über 200 000 Rupien (etwa 2370 €). Dabei wurden ausschließlich Transaktionen, die über Banken abgewickelt werden, keine Bargeldtransaktionen; die Steuerbehörde ging jedoch von einer Zunahme illegaler Bargeldtransaktionen aus, weil dadurch gesetzliche Regulierungen umgangen werden könnten.

## Korruption in der Politik

### Kauf von Abgeordneten
In den vergangenen Jahren hat das sogenannte horse trading (etwa: Kuhhandel) bei der Regierungsbildung nach Wahlen stark zugenommen. Dabei versuchen Parteien, mit Gefälligkeiten wie finanziellen Belohnungen oder dem Versprechen von hohen Ämtern Abgeordnete anderer Parteien für ihre Partei zu gewinnen, um so eine Mehrheit in den Parlamenten der indischen Bundesstaates zu erzielen. Besonders häufig ist diese oft ganz unverhohlen ausgeübte Praxis bei der seit 2014 regierenden Bharatiya Janata Party (BJP) anzutreffen, da diese über die größten Ressourcen und Möglichkeiten verfügt, Abgeordnete anderer Parteien „zu kaufen“. Der Abgeordnete und Senior Congress Leader Digvijaya Singh aus Westbengalen sagte 2020 im Gespräch mit Reportern: „All dieses Dinge sind ein gigantisches Spiel um Geld. Die BJP hat eine gewaltige Summe Schwarzgeld angehäuft, die für den Kauf von Abgeordneten genutzt wird. So, wie früher Tiere auf den Märkten verkauft wurden, so werden heute Abgeordnete verkauft.“ Der Kauf von Abgeordneten spielt inzwischen regelmäßig bei Wahlen zu den Parlamenten der Bundesstaaten eine Rolle. So kam die BJP in den 2010er-Jahren in Goa, Uttarakhand, Manipur, Karnataka und Madhya Pradesh durch den Kauf von Abgeordneten an die Macht, obwohl sie bei den Wahlen keine Mehrheit errungen hatte. Führende Politiker gaben dem der BJP angehörenden Premierminister Modi eine Mitschuld an dieser in der BJP grassierenden Praxis.

### Kauf von Wählerstimmen
Der versuchte Kauf von Wählerstimmen ist in Indien sehr weit verbreitet. Dabei versuchen Parteien, die Wähler mit Bargeld und anderen Geschenken dazu zu bewegen, ihnen ihre Stimme zu geben. 2019 wurde erstmals in der Geschichte des Landes eine Wahl zum Unterhaus des indischen Parlaments in einem Wahlkreis in Tamil Nadu abgesagt, nachdem Wahlbehörden 110 Mio. Rupien (ca. 1,6 Mio. US-Dollar) beschlagnahmt hatten, die nach Auffassung der Behörden dem Kauf von Wählerstimmen dienen sollten. Am versuchten Wählerkauf beteiligen sich Medien zufolge alle politischen Parteien, wenngleich umstritten ist, ob Geschenke an die Wähler tatsächlich einen Einfluss auf das Wahlergebnis haben.

## Bekämpfung der Korruption
2005 trat Indien dem Übereinkommen der Vereinten Nationen gegen Korruption bei (ratifiziert 2011).
In Indien gibt es zahlreiche Gesetze, die der Korruptionsbekämpfung dienen und Korruption unter Strafe stellen. Das wichtigste Gesetz ist 1988 verabschiedete Prevention of Corruption Act (PCA). 2002 trat der Prevention of Money Laundering Act in Kraft, der die Bekämpfung von Geldwäsche zum Ziel hat.
Der Lokpal and Lokayuktas Act (2013) trat 2014 in Kraft und beschloss die Einsetzung von Gremien oder Ombudsmännern, die Korruptionsvorwürfe gegen öffentliche Beamte untersuchen sollen.

### Maßnahmen unter der Regierung Narendra Modi
Der seit 2014 amtierende Premierminister Modi erhob den Kampf gegen die Korruption im Wahlkampf zu einem seiner Hauptziele. Insbesondere in seiner ersten Amtszeit unternahm er zahlreiche Schritte zur Eindämmung der Korruption.
Eine der wichtigsten der in dieser Amtszeit durchgeführten Maßnahmen war die überraschende Demonetisierung im Jahr 2016, bei der alle 500- und 1000-Rupien-Banknoten ihre Gültigkeit verloren, was einem Wertverlust des indischen Bargelds von 86 % gleichkam. Premierminister Modi begründeten diesen Schritt mit dem Kampf gegen Schwarzgeld, Korruption und Geldfälscher. Er hatte jedoch dramatische Auswirkungen auf die arme Bevölkerung und auf die indische Wirtschaft. Zudem erzielte er nicht die erhoffte Wirkung, da es vielen Schwarzgeldbesitzern gelungen war, ihr altes, unversteuertes Geld in neues Geld umzutauschen.
2015 wurde der Black Money (Undisclosed Foreign Income and Assets) and Imposition of Tax Act verabschiedet, der das Ziel hat, Steuerhinterziehung durch im Ausland befindliches Schwarzgeld zu verhindern.
2017 wurde die Steuergesetzgebung verschärft, um illegale Bargeldtransaktionen einzudämmen.
Kritiker bescheinigen der Antikorruptionspolitik der Regierung Modi jedoch nur bedingten Erfolg. 2020 gaben 63 % der befragten Inder in einer Studie von Transparency International an, dass die Regierung einen guten Job bei der Bekämpfung der Korruption mache, 34 % waren dagegen der entgegengesetzten Meinung, und 47 % der Befragten waren der Meinung, dass die Korruption in ihrem Land in den vergangenen zwölf Monaten zugenommen habe.

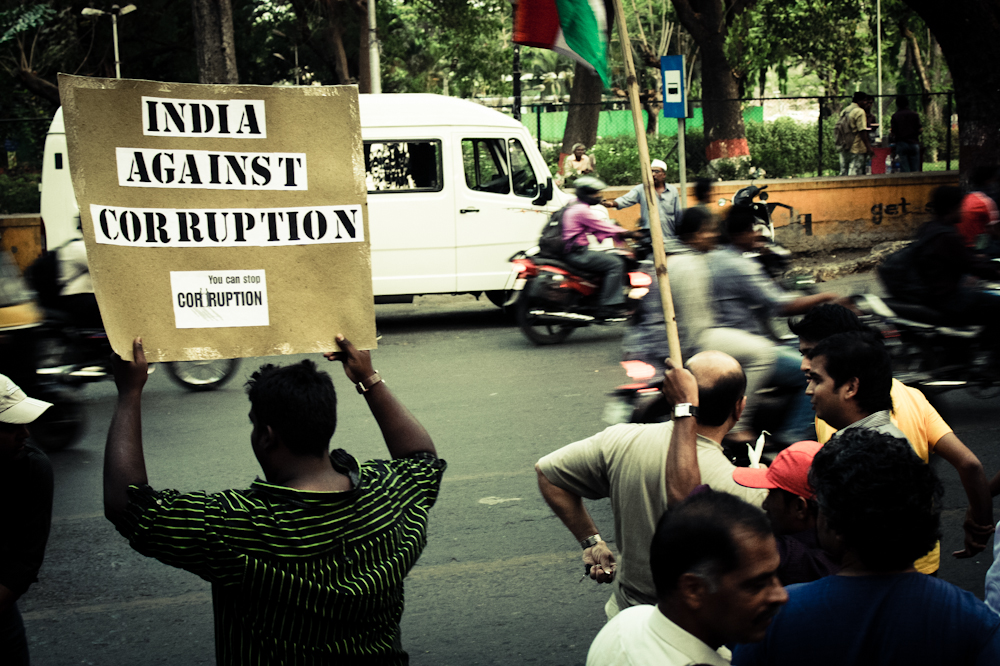
Protestierende der Anti-Korruptions-Bewegung in Pune (2011)

### Anti-Korruptions-Bewegung in Indien 2011
2011 begann in Indien eine Antikorruptionsbewegung, die innerhalb kurzer Zeit zu Massenprotesten führte, Millionen Menschen mobilisierte und vom Time-Magazine in die Liste der zehn wichtigsten Ereignisse im Jahr 2011 aufgenommen wurde. Die Bewegung verlor bereits 2012 an Bedeutung und Stärke, hat aber in ganz Indien zu einem wachsenden Bewusstsein für das Ausmaß und die negativen Folgen von Korruption geführt.

## Negative Auswirkungen der Korruption

### Wirtschaftliche Folgen der Korruption
Korruption hat sinkende Steuereinnahmen zur Folge und behindert Investitionen. Zudem führt Korruption zu wirtschaftlichen Verwerfungen wie dem Missbrauch von Ressourcen und einer geringeren Wirtschaftsleistung und hemmt so die wirtschaftliche Entwicklung in Indien.
2010 schätzte ein Bericht von Global Financial Integrity (GFI) den finanziellen Schaden Indiens durch illegale Finanzflüsse von 1948 bis 2009 auf 213 Mrd. US-Dollar bzw. inflationsbereinigt 42 Mrd. US-Dollar. Dem Bericht zufolge betrug der Umfang der Schattenwirtschaft, also der außerhalb staatlicher Regulation stattfinden Wirtschaftsaktivitäten, Ende 2008 640 Mrd. US-Dollar, das sind etwa 50 % des Bruttoinlandsprodukts Indiens.
Der indische Wirtschaftswissenschaftler C. K. Prahalad schätzte 2010 Indiens jährliche Verluste durch Korruption auf etwa 55 Mrd. US-Dollar, das sind etwa 5 % des indischen Bruttosozialprodukts.
Eine Studie des GFI ergab, dass Indien unter 135 untersuchten Entwicklungsländern im Jahr 2017 mit 83,5 Mrd. US-Dollar die drittgrößten illegalen Finanzflüsse im internationalen Handel (d. h. das nicht korrekt versteuerte Handelsvolumen) aufwiese. Im Zeitraum von 2008 bis 2017 betrug die Wertlücke durchschnittlich 77,9 Mrd. US-Dollar pro Jahr und Indien befand sich jedes Jahr unter den zehn Ländern mit der höchsten Wertlücke.

### Politische Folgen der Korruption
Korruption hat in Indien die Glaubwürdigkeit der Regierung und der Politik erschüttert. Außerdem untergrub sie die Rechtsstaatlichkeit und behinderte die Funktionsfähigkeit der demokratischen Institutionen und der öffentlichen Verwaltung.